# Platycapnos saxicola
Platycapnos saxicola är en vallmoväxtart som beskrevs av Heinrich Moritz Willkomm. Platycapnos saxicola ingår i släktet Platycapnos och familjen vallmoväxter. Inga underarter finns listade i Catalogue of Life.